# Оружие массового поражения Бразилии
Во время правления военного режима (1964—1985), в Бразилии действовала тайная программа разработки собственного ядерного оружия. Спустя 5 лет после падения военного режима, в 1990, ядерная программа была официально свёрнута, и в настоящее время Бразилия считается свободной от оружия массового поражения.
Бразилия в 1998 присоединилась к Договору о нераспространении ядерного оружия, и в то же время обладает ключевыми технологиями, необходимыми для производства ядерного оружия.

## Ядерная программа
Идею разработки собственных ядерных мощностей предлагал ещё президент Бразилии Жетулиу Варгас в 1950-х, а установившаяся после переворота 1964 диктатура активно включилась в этот процесс. В 1970-х и 1980-х военные режимы Бразилии и Аргентины вели между собой своего рода неформальную ядерную гонку. Получая из Западной Германии через Kraftwerk Union (дочернюю компанию немецкой Siemens) технологии, неподконтрольные МАГАТЭ, Бразилия тайно реализовывала свою ядерную программу, известную как «Параллельная программа», в ходе которой велись работы по обогащению урана, а также ракетная программа, а в 1980-х также могла обзавестись обогащённым ураном из Китая. В 1987 президент Жозе Сарней объявил, что Бразилия обогащает уран до 20 %.
В 1990 году президент Фернанду Колор ди Мелу символически закрыл испытательный полигон на базе ВВС Бразилии в штате Пара и свернул программу разработки ядерного оружия, а Национальный конгресс Бразилии организовал парламентское расследование «Параллельной программы». Члены конгресса в ходе расследования посетили многочисленные объекты, в том числе Институт перспективных исследований (IEAv) в Сан-Жозе-дус-Кампус, а также допросили ключевых участников ядерной программы, в частности, бывшего президента Жуана Фигейреду и генерала Данило Вентурини, бывшего главой Совета национальной безопасности во время президентства Фигейреду. Расследование выявило секретные банковские счета, под кодовым названием «Дельта», которые контролировала Национальная комиссия по атомной энергии и использовала их для финансирования военной ядерной программы. Доклад комиссии конгресса утверждает, что в Институте перспективных исследований было разработано две атомных бомбы, одна с зарядом от двадцати до тридцати килотонн, а вторая — порядка двенадцати килотонн. Этот доклад также утверждает, что военный режим в Бразилии тайно экспортировал восемь тонн урана в Ирак в 1981.
В 1991 году Бразилия и Аргентина отказались от ядерного соперничества. 13 декабря 1991 в штаб-квартире МАГАТЭ в Вене было подписано четырёхстороннее соглашение, предусматривающее создание Бразильско-аргентинского агентства по учёту и контролю ядерных материалов, что позволяло МАГАТЭ установить надёжный контроль за аргентинскими и бразильскими ядерными установками.
Новый виток национальной ядерной программы Бразилии начался в 2000-е, когда в мае 2006 официально открылся завод по обогащению ядерного топлива в Резенди, штат Рио-де-Жанейро. Создание этого предприятия вызвало споры с представителями МАГАТЭ по поводу допуска инспекторов МАГАТЭ для проверки центрифуг, обогащающих уран. Бразильское правительство не допускало инспекторов в зал центрифуг под предлогом, что это будет способствовать технологическому шпионажу. Бразильские власти заявляли в этой связи, что, поскольку Бразилия не входит в какую-либо «ось зла», полное раскрытие ядерных технологий (даже в вузах) — может быть истолковано как попытка промышленного пиратства. После продолжительных переговоров между Бразилией и МАГАТЭ была достигнута договорённость о том, что инспекторы последней не будут допущены непосредственно к осмотру центрифуг, но получат возможность анализировать состав газа на входе и выходе из центрифуги. Затем госсекретарь США Колин Пауэлл заявил, что в 2004 он был уверен, что Бразилия не собирается разрабатывать ядерное оружие.

## Технологические возможности
Бразилия в настоящее время имеет технологические возможности для производства и доставки ядерного оружия. В 2011 эксперты Лос-Аламосской национальной лаборатории пришли к выводу, что Бразилия в состоянии развернуть производство собственного ядерного оружия в течение трёх лет. В случае необходимости центрифуги на обогатительном заводе в Резенди могут быть настроены на выработку высокообогащённого урана для ядерного оружия. Мощности обогатительного завода в Резенди достаточно для производства нескольких ядерных зарядов в год.
ВМФ Бразилии в настоящее время строят собственный атомный подводный флот. В 2007 принято решение о строительстве атомной подводной лодки, а в 2008 Франция согласилась передать Бразилии технологии для совместной разработки корпуса атомной подводной лодки.

## Инфраструктура

### Экспериментальный центр Арамар
23°23′49″ ю. ш. 47°36′04″ з. д.
Экспериментальный центр Арамар (порт. Centro Experimental de Aramar) расположен в Иперо, (штат Сан-Паулу), открыт в 1988 как первое предприятие по обогащению урана в Бразилии. Центр находится в ведении бразильской комиссии по ядерной энергии и ВМФ Бразилии. Кроме завода по обогащению урана, в центре также расположена лаборатория обогащения изотопов и несколько малых ядерных центров (порт. Pequenas Centrais Nucleares).

### Испытательный полигон Качимбо
9°18′17″ ю. ш. 54°56′47″ з. д.
Испытательный полигон Качимбо (официальное название — полигон Бригадейро Веллозу, (порт. Campo de Provas Brigadeiro Velloso) расположен в штате Пара и занимает площадь 45000 квадратных километров (что больше, чем, например, площадь Голландии). Здесь в горном массиве была вырыта шахта глубиной 320 метров, предназначенная для ядерных испытаний. О существовании этого полигона широкой общественности стало известно с 1986, а в сентябре 1990 президент Фернанду Колор ди Мелу провёл символическое закрытие полигона.

### Военно-технический Центр в Гуаратиба
23°00′45″ ю. ш. 43°33′50″ з. д.
Военно-технический Центр (порт. Centro Tecnológico do Exército), расположенный в Гуаратиба, в штате Рио-де-Жанейро располагает реакторной установкой по производству плутония, известной как «Атлантический проект» и находится под управлением Института специальных проектов бразильской армии. Экспертные оценки показывают, что газо-графитовый реактор Центра будет способен производить плутоний для атомных бомб.

### Департамент аэрокосмической науки и технологий
23°12′44″ ю. ш. 45°52′30″ з. д.
Департамент аэрокосмической науки и технологий (порт. Departamento de Ciência e Tecnologia Aerospacial), расположенный в Сан-Жозе-дус-Кампус, штат Сан-Паулу, подконтрольный ВВС Бразилии, также ведёт исследования в сфере ядерных технологий.

### Завод по обогащению ядерного топлива в Резенди
22°30′14″ ю. ш. 44°38′46″ з. д.
Завод по обогащению ядерного топлива (порт. Fábrica de Combustíveis Nucleares в Резенди, штат Рио-де-Жанейро, находится в ведении ядерной промышленности Бразилии и ВМФ Бразилии. В настоящее время завод производит высокообогащённый уран в количестве, достаточном для изготовления от 26 до 31 ядерных боеголовок.

## Присоединение к международным конвенциям
Конституция Бразилии 1988 года устанавливает в статье 21, что «вся ядерная деятельность в пределах национальной территории должна осуществляться только в мирных целях и при условии одобрения Национальным конгрессом».
Бразилия присоединилась в 1998 году к Договору о нераспространении ядерного оружия, ратифицировала Женевский протокол от 28 августа 1970 года[уточнить], а также присоединилась к Конвенции о биологическом оружии 27 февраля 1973 года и Конвенции о запрещении химического оружия 13 марта 1996 года.
Бразилия подписала Договор Тлателолко в 1967 году, что делает Бразилию зоной, свободной от ядерного оружия.
Бразилия также является активным участником МАГАТЭ и Группы ядерных поставщиков — международной организации, созданной в целях снижения риска распространения ядерного вооружения путём установления контроля за экспортом ключевых материалов, оборудования и технологий.